# Coppa della Polinesia 1998
La Coppa della Polinesia 1998 (1998 Polynesia Cup) fu la seconda edizione della Coppa della Polinesia, competizione calcistica per nazione organizzata dalla OFC. La competizione si svolse alle Isole Cook dal 2 settembre al 8 settembre 1998 e vide la partecipazione di cinque squadre: Isole Cook, Samoa, Samoa Americane, Tahiti e Tonga. Il torneo valse anche come qualificazione per la Coppa delle nazioni oceaniane 1998.

## Formula
- Qualificazioni

Nessuna fase di qualificazione. Le squadre sono qualificate direttamente alla fase finale.
- Fase finale

Girone unico - 5 squadre: giocano partite di sola andata. La prima classificata si laurea campione della Polinesia, le prime due classificate si qualificano alla fase finale della Coppa delle nazioni oceaniane 1998.

## Squadre partecipanti
| Pr. | Squadra         | Data di qualificazione certa | Partecipante in quanto                                         | Partecipazioni precedenti al torneo | Ultima presenza |
| --- | --------------- | ---------------------------- | -------------------------------------------------------------- | ----------------------------------- | --------------- |
| 1   | Isole Cook      | -                            | Rappresentativa della nazione organizzatrice della fase finale | -                                   | Esordiente      |
| 2   | Samoa           | -                            | Qualificata di diritto                                         | 1 (1994)                            | Samoa 1994      |
| 3   | Samoa Americane | -                            | Qualificata di diritto                                         | 1 (1994)                            | Samoa 1994      |
| 4   | Tahiti          | -                            | Qualificata di diritto                                         | 1 (1994)                            | Samoa 1994      |
| 5   | Tonga           | -                            | Qualificata di diritto                                         | 1 (1994)                            | Samoa 1994      |

Nella sezione "partecipazioni precedenti al torneo", le date in grassetto indicano che la nazione ha vinto quella edizione del torneo, mentre le date in corsivo indicano la nazione ospitante.

## Fase finale

### Girone unico

#### Classifica
| Pos | Squadra         | P.ti | G | V | N | P | GF | GS | DR  |
| --- | --------------- | ---- | - | - | - | - | -- | -- | --- |
| 1   | Tahiti          | 12   | 4 | 4 | 0 | 0 | 27 | 1  | +26 |
| 2   | Isole Cook      | 7    | 4 | 2 | 1 | 1 | 8  | 11 | -3  |
| 3   | Samoa           | 6    | 4 | 2 | 0 | 2 | 8  | 7  | +1  |
| 4   | Tonga           | 4    | 4 | 1 | 1 | 2 | 5  | 9  | -4  |
| 5   | Samoa Americane | 0    | 4 | 0 | 0 | 4 | 3  | 23 | -20 |

Tahiti e Isole Cook qualificate alla Coppa delle nazioni oceaniane 1998.

#### Risultati
| 2 settembre 1998 | Isole Cook | 2 – 1 | Samoa |  |

| 2 settembre 1998 | Tonga | 3 – 0 | Samoa Americane |  |

| 3 settembre 1998 | Tahiti | 5 – 0 | Tonga |  |

| 3 settembre 1998 | Isole Cook | 4 – 3 | Samoa Americane |  |

| 5 settembre 1998 | Tahiti | 5 – 1 | Samoa |  |

| 5 settembre 1998 | Isole Cook | 2 – 2 | Tonga |  |

| 7 settembre 1998 | Samoa | 2 – 0 | Tonga |  |

| 7 settembre 1998 | Tahiti | 12 – 0 | Samoa Americane |  |

| 8 settembre 1998 | Samoa | 4 – 0 | Samoa Americane |  |

| 8 settembre 1998 | Isole Cook | 0 – 5 | Tahiti |  |